# Kalanchoe wildii
Kalanchoe wildii är en fetbladsväxtart som beskrevs av R.-hamet och R.B. Fernandes. Kalanchoe wildii ingår i släktet Kalanchoe och familjen fetbladsväxter. Inga underarter finns listade i Catalogue of Life.